# Cattedrale metropolitana dell'Annunciazione
La cattedrale metropolitana dell'Annunciazione (in greco Καθεδρικός Ναός Ευαγγελισμού της Θεοτόκου?) è la chiesa principale della città di Atene ed è la sede dell'arcivescovo della capitale e di tutta la Grecia.

## Storia
La chiesa, costruita nell'arco di vent'anni, fu edificata per adempiere al compito di cattedrale del Metropolita di Atene al posto della chiesa di Panagía Gorgoepíkoös, che le sta a fianco. Nel 1843 i lavori si interruppero per problemi finanziari (la diocesi aveva speso più di quanto aveva ricavato vendendo alcune proprietà per la costruzione della chiesa) e, quando ripresero nel 1846, fu scelto come architetto non più Teofilo Hansen, bensì Demetrio Zezos, che continuò i lavori sino al 1857, quando morì. Quindi l'ultimazione della chiesa fu affidata dalla città di Atene all'architetto francese François Boulanger, che ideò la cupola e i due campanili. La chiesa è stata solennemente consacrata nel 1862. Nel 1999 la chiesa fu colpita da un forte terremoto e da allora, all'interno d'essa, sono stati installati dei sostegni in ferro.

## Descrizione

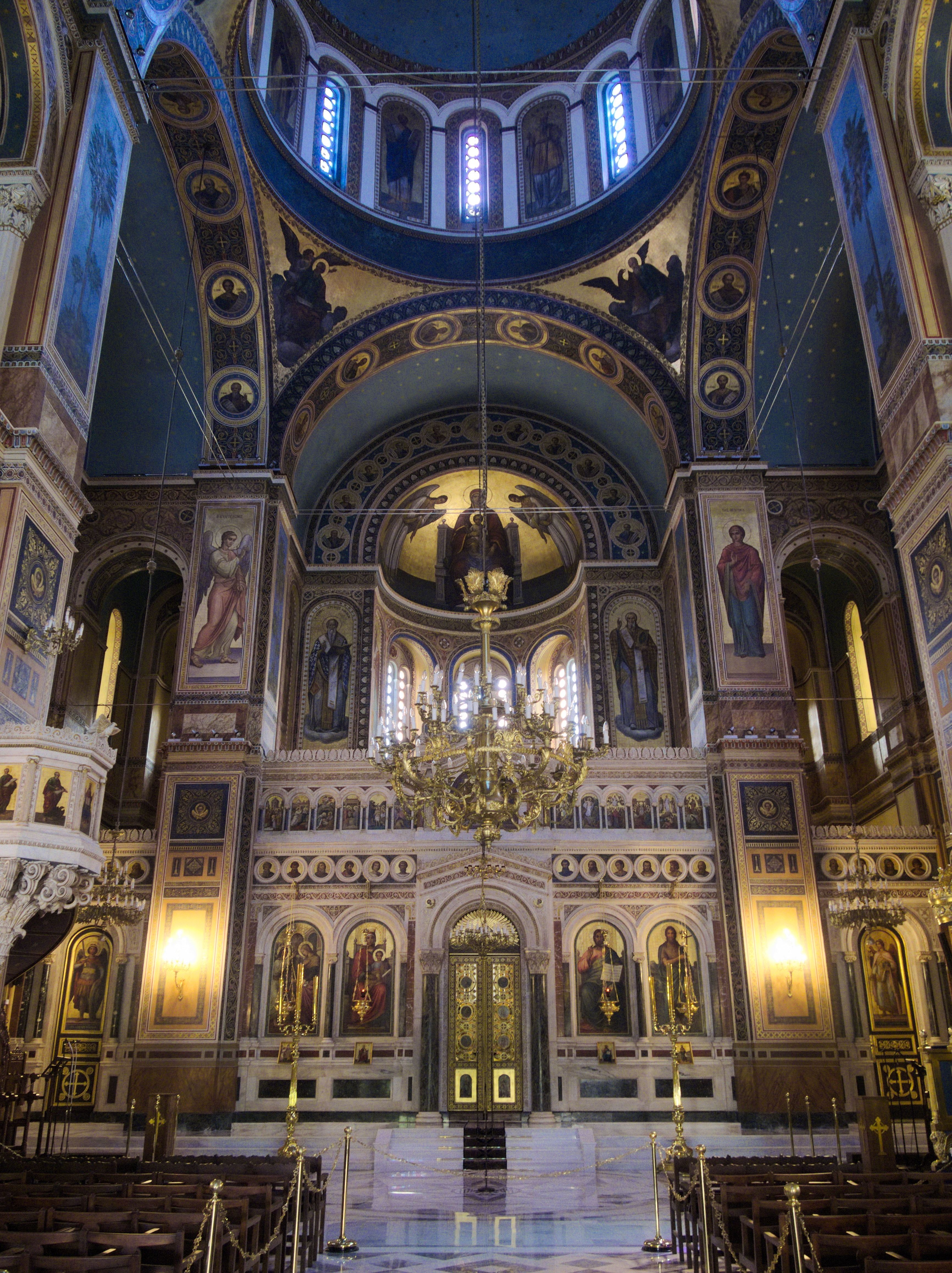
Un interno della cattedrale di Atene.

### Esterno
All'esterno la cattedrale si presenta con uno stile bizantino-moderno molto semplice, simile a quello di molte altre chiese coeve della Grecia. La facciata principale, che dà su piazza della Metropolitana, è stretta fra due esili campanili con bifore e orologio. I tre portali della chiesa danno su un piccolo nartece a tre arcate sorretto da colonne e decorato con  mosaici di gusto moderno rappresentante l'Annunciazione, in cui la Madonna e l'arcangelo Gabriele si trovano in un grande giardino con una fontana a due vasche. 
Al centro della facciata si trova una grande trifora decorata secondo il gusto greco. 
Nella piazza antistante si trovano due statue: la prima rappresenta Costantino XI Paleologo, l'ultimo imperatore bizantino ed eroe nazionale greco, mentre la seconda raffigura l'arcivescovo di Atene Damaskinos, che fu reggente del re Giorgio II e primo ministro di Grecia nel 1946.

### Interno
All'interno la cattedrale di Atene si presenta come una grande chiesa a tre navate con soprastanti matronei. La diffusa decorazione pittorica, opera di Spiridon Yallinas e di Alexander Seitz presenta, tra le arcate, una decorazione floreale mentre, lungo le navate laterali, una decorazione con motivi geometrici.
Sotto una delle arcate che dividono la navata centrale da quella laterale destra si trova il Sarcofago del Patriarca Gregorio V, che fu ucciso dai Turchi nel 1821. Egli viene venerato come santi dalla Chiesa ortodossa.
Sotto l'arcata di fronte a quella del sarcofago di Gregorio V, si trova, invece, il sarcofago argenteo di Santa Filotea, una santa della Chiesa ortodossa. Mirabile opera dell'oreficeria ateniese, fu fatto nell'Ottocento al posto di un più antico sarcofago del 1589, anno in cui morì la Santa. Le spoglie mortali di Filotea sono visibili attraverso un'apertura in vetro nella parte superiore del reliquiario. Sopra di essa c'è una stupenda croce in oro con rubini e perle.
L'area della navata centrale che va dall'arco trionfale sino a quello absidale è occupata dal presbiterio. L'altare e la cattedra sono celati dalla stupenda Iconostasi marmorea. Sopra di essa, attorno alla "Porta Santa", chiusa da due battenti in legno dorato intarsiato, sono disposte, in tre fasce, le icone:
- fascia inferiore (da sinistra a destra): San Giovanni Battista, Gesù, la Madonna e San Nicola;
- fascia mediana: patriarchi di Atene;
- fascia superiore: scene della vita di Gesù e, al centro, l'Ultima Cena.

In stile con l'iconostasi è il grazioso pulpito, collocato su uno dei pilastri che sorreggono la cupola affrescata con l'immagine di Cristo Pantocratore.